# Megalestes major
Megalestes major – gatunek ważki z rodziny Synlestidae.

## Taksonomia
Gatunek ten został opisany w 1862 roku przez Edmond de Sélysa Longchampsa.

## Opis
Długość odwłoka samca wynosi od 48 do 54 mm, a samicy od 45 do 47 mm. Długość skrzydła tylnego u samca wynosi od 33 do 36 mm, a u samicy od 35 do 36 mm. Labium żółte, labrum metalicznie szmaragdowo-zielone, nasady żuwaczek cytrynowo-żółte, przedustek czarny, zaustek, czoło i ciemię metalicznie szmaragdowo-zielone z niebieskim połyskiem, widocznym pod pewnymi kątami. Oczy ciemnobrązowe, czułki czarne, rejon za oczami i potylica matowo-metalicznie zielone z miedzianym połyskiem. Przedtułów matowo metalicznie szmaragdowo-zielony, u wybarwionych osobników miejscowo purpurowawo-biały. Tułów błyszcząco metalicznie szmaragdowo-zielony z czarnymi elementami i jasnożółtą częścią metepimeronu. Odnóża od spodu jasnożółte, od przodu matowo czarne. Odwłok matowo metalicznie zielony z czarnymi i żółtymi elementami. Przydatki analne samca. czarne, szczypcowate, stykające się wierzchołkami lub zachodzące na siebie, u nasady szersze i opatrzone kwadratowym wyrostkiem. Przydatki analne samicy krótsze, krótko-stożkowate, szeroko oddzielone, czarne. Pokładełko ciemnoczarniawo-brązowe z żółtą plamką.

## Ekologia
Larwy tych ważek zasiedlają wolno płynące, bagniste strumienie o dnie piaszczystym lub żwirowym. Dorosłe osobniki przysiadają na roślinach w rejonie występowania larw lub na częściowo wynurzonych z wody kamieniach.

## Rozprzestrzenienie
Owad o rozsiedleniu himalajskim, znany z indyjskich stanów Arunachal Pradesh, Asam, Dardżyling, Himachal Pradesh, Meghalaya, Mizoram, Pendżab, Sikkim i Uttarakhand oraz z Bhutanu, Nepalu, Mjanmy i Wietnamu. Dawniejsze rekordy z innych miejsc odnoszą się do innych przedstawicieli rodzaju.